# 愛媛県立宇和島南高等学校
愛媛県立宇和島南高等学校（えひめけんりつうわじまみなみこうとうがっこう）とは、愛媛県宇和島市にあった高等学校である。全日制は2008年（平成20年）4月に中高一貫教育校である愛媛県立宇和島南中等教育学校へ完全移行した。2011年、定時制在校生の卒業をもって閉校した。
2027年より、宇和島水産高等学校を再統合の上、再び宇和島南高等学校として開校する予定。

## 学科
- 全日制普通科（2006年度より募集停止）
- 水産科（1956年度より愛媛県立宇和島水産高等学校として独立）
- 全日制衛生看護科（2001年度より募集停止）
- 定時制普通科（2008年度より募集停止）
- 定時制商業科（1961年度に廃止）

## 沿革

### 宇和島高等女学校
- 1899年（明治32年）6月 - 町立宇和島高等女学校を宇和島町の桜町と富沢町に設立し開校。
- 1901年（明治34年）3月 - 愛媛県に移管し県立となる。
- 1933年（昭和8年）6月 - 市内明倫町（現在地）に校舎移転。
- 1948年（昭和23年）4月 - 愛媛県立宇和島第二高等学校に改称。新制中学を併設。

### 宇和島実科女学校
- 1909年（明治42年）5月 - 私立宇和島実科女学校を宇和島町の鎌原通に開校。
- 1917年（大正6年）4月 - 宇和島町に移管し町立となる。
- 1919年（大正8年）7月 - 北宇和郡に移管し郡立となる。
- 1922年（大正11年）
  - 4月 - 愛媛県に移管し県立となる。
  - 10月 - 校舎を町内の妙典寺前（現宇和津小学校）に移転。
- 1928年（昭和3年）4月 - 宇和島高等家政女学校に改称。
- 1943年（昭和18年）4月 - 鶴島高等女学校に改称。
- 1948年（昭和23年）
  - 4月 - 学制改革により鶴島高等女学校に改称。
  - 9月 - 定時制課程を併設する。

### 宇和島南高等学校
- 1949年（昭和24年）9月 - 愛媛県立宇和島第二高等学校、愛媛県立鶴島高等学校、愛媛県立水産高等学校が統合し、愛媛県立宇和島南高等学校になる。全日制普通科と水産科及び定時制普通科を創設。
- 1951年（昭和26年）4月 - 定時制商業科を創設。
- 1956年（昭和31年）3月 - 水産科が独立（愛媛県立宇和島水産高等学校）となる。
- 1961年（昭和36年）3月 - 定時制商業科を廃止。
- 1972年（昭和47年）4月 - 衛生看護科を創設。
- 2001年（平成13年）3月 - 衛生看護科の入学募集を停止。
- 2003年（平成15年）4月 - 愛媛県立宇和島南中等教育学校（中高一貫校）への移行を念頭に、愛媛県立宇和島南中学校を併設する。
- 2006年（平成18年）3月 - 高等学校（全日制）の入学募集を停止。愛媛県立宇和島南中等教育学校を併設する。
- 2008年（平成20年）
  - 3月 - 高等学校（定時制）の入学募集を停止。高等学校（全日制）を閉鎖。
  - 4月 - 全日制が中等教育学校へ完全に移行。
- 2011年（平成23年）3月 - 閉校。
- 2027年  前期課程募集停止のため宇和島南高等学校に名称が戻る。(予定)また、宇和島水産高等学校と統合し、水産科が設置される[1]。(予定)

## 歴代校長

### 宇和島高等女学校
- 1899年（明治32年）〜1906年（明治39年）　二宮直方
- 1906年〜1907年（明治40年）　深川覺助
- 1907年〜1911年（明治44年）　田中義之
- 1911年〜1915年（大正4年）　安家重政
- 1915年〜1920年（大正9年）　武内総太郎
- 1920年〜1922年（大正11年）　中矢清七郎
- 1922年〜1923年（大正12年）　上田光曦
- 1923年〜1926年（大正15年）　大原英次郎
- 1926年〜1931年（昭和6年）　坂下利吉
- 1931年〜1937年（昭和12年）　和田宣一郎
- 1937年〜1941年（昭和16年）　篠原誠二
- 1941年〜1944年（昭和19年）　秦四郎
- 1944年〜1949年（昭和24年）　加藤健治

### 宇和島実科女学校
- 1891年（明治24年）〜1911年（明治44年）　田中義之
- 1911年〜1914年（大正3年）　中原渉
- 1914年〜1931年（昭和6年）　土谷フデ
- 1931年〜1935年（昭和10年）　福井愛蔵
- 1935年〜1941年（昭和16年）　太原照野
- 1941年〜1947年（昭和22年）　中川里水
- 1947年〜1949年（昭和24年）　上田一雄

### 宇和島南高等学校
- 1949年（昭和24年）〜1951年（昭和26年）　小西善次郎
- 1951年〜1951年　森義孝
- 1951年〜1956年（昭和31年）　佐伯秀雄
- 1959年〜1962年（昭和37年）　満田源作
- 1962年〜1965年（昭和40年）　曽我部匡史
- 1965年〜1968年（昭和43年）　山口亀吉
- 1968年〜1971年（昭和46年）　森巍
- 1971年〜1974年（昭和49年）　加藤計喜
- 1974年〜1979年（昭和54年）　高浜宗一郎
- 1979年〜1981年（昭和56年）　是沢忠男
- 1981年〜1984年（昭和59年）　佐伯滋
- 1984年〜1987年（昭和62年）　宝来久道
- 1987年〜1989年（平成元年）　松井忠
- 1989年〜1991年（平成3年）　武井耕作
- 1991年〜1994年（平成6年）　上野行徳
- 1994年〜1997年（平成9年）　大嶋祐二
- 1997年〜1999年（平成11年）　磯田昌三
- 1999年〜2001年（平成13年）　菊池裕子
- 2001年〜2004年（平成16年）　宮崎学
- 2004年〜2006年（平成18年）　谷本賢治

### 宇和島南中等教育学校
- 2006年〜2007年（平成19年）　谷本賢治
- 2007年～2008年（平成20年）　松田秀昭
- 2008年～2010年（平成22年）　窪田利定
- 2010年～2012年（平成24年）　今岡慎三
- 2012年～2014年（平成26年）　遠藤真治
- 2014年～2016年（平成28年）
- 2016年～2018年（平成30年）　池田浩
- 2018年～2021年（令和3年）　河野昇治
- 2021年～2023年（令和5年）　中岡生文
- 2023年～　中村惣一

## 学校略史

### 宇和島高等女学校
- 学校設立の動き

1899年（明治31年）4月、宇和島には明倫館跡に共済学校と称する男子中等学校はあったが、女子は高等小学校4年を終われば家庭において裁縫を練習するにとどまっていたので、高度な教育を望む者について、宇和島女子尋常高等小学校（現・宇和島市立鶴島小学校）に付設して、1年制の裁縫・家事・修身の三科目を創設し募集した。女子の高等教育の場が必要との声が高まり、当時の宇和島町長土井禮が県知事篠崎五郎に高等女学校の設立認可を求めた。1900年（明治32年）2月「高等女学校令」が公布され、同年6月に宇和島町立宇和島高等女学校が開校された。本科修業年限は4年・定員120名、技芸専修科修業年限は2年・定員50名、授業料は1か月50銭。
- 初代校長

二宮直方は、宇和島藩士二宮覚太夫の長子。愛媛県伊予師範学校を卒業後上京、1894年（明治27年）には麻布小学校校長に就任。正岡子規と親交厚く、直方が札幌小学校に転ずる時に、“この寒さ北へ向かいたる別れ哉”と詠んで別れを惜しんでいる。当校校長就任当時は41歳。弟、二宮熊次郎は欧州留学時に同船した内務大臣山縣有朋の知遇を得て、側近の一人として活躍した。
- 創設の頃

1901年（明治34年）には北白川宮妃、元宇和島藩主侯爵伊達宗陳、宇和島出身の穂積陳重博士等が来訪している。また宇和島出身の「鉄道唱歌」の作者、大和田建樹が国語国文の集中講義を行っている。
- 県立校へ移管

1899年（明治32年）11月、宇和島銀行の支配人や宇和島運輸の支配人を歴任した高畠秋松（宇和島市長や衆議院議員を歴任した高畠亀太郎の伯父）らが県立高等女学校設置を建議した。県は文部大臣の認可を受け、1901年（明治34年）4月、私立の松山、町立の今治との3校を県立校に移管した。県立校へ移管の前提として、隣接する伊達家の土地の無償貸与を受けた。本科修業年限は5年・定員120名、技芸専修科修業年限は3年・定員70名、補習科修業年限1年・定員10名の規模であった。
- 県内初の女学校のストライキ

1920年（大正9年）5月23日から6月3日まで教員の大量な転校、退職に抗議して3年生77人、4年生62人が同盟休校
- 制服の洋装化

1924年（大正13年）には“女子に適合する優良の運動”としてピンポンが奨励された。19２5年（大正１4年）には制服が洋装と決められ靴を履くこととしたので、テニス、バレーボールなど活発な運動も奨励された。
- 愛国子女団

1939年（昭和14年）3月には愛国婦人会愛媛県支部の下部組織として、宇和島市内各女学校愛国子女団合同発団式が本校で開催された。集団勤労報国隊も結成され、当初は運動場の整地、神社の清掃、農場の造成、宿泊訓練等を行った。
- 勤労報国運動

1942年（昭和17年）には国民勤労報国令に基づき、桑摘み、麦刈り作業に出動したほか、慰問文の発送、戦没軍人の墓掃除、墓参り。敵機来襲・焼夷弾落下に備えての防空訓練を行った。1944年（昭和19年）には三年生156名が動員され、大阪陸軍造兵廠で気球爆弾造りに従事した。一部のものは心斎橋の大阪大丸でネジ切り旋盤工として働いた。
- 新制高等学校

1947年（昭和22年）、「教育基本法」および「学校教育法」が公布され、6・3・3・4制が実施された。本校内に併設中学校が置かれた。翌年には、4年生は本校生として卒業したが、3年生は新制の高等学校へ進級するか、本校併設の中学3年生として卒業するかを選択した。
- 校名の変更

1948年（昭和23年）、本校は県立宇和島第二高等学校に変更されたが、翌1949年（昭和24年）9月高等学校再編成により統合され、愛媛県立宇和島南高等学校として発足した。

### 宇和島実科女学校
- 学校設立の動き

1909年（明治42年）、設立後10年を経ていた県立宇和島高等女学校の技芸専修科が、県の規則改正により廃止されたので、これに替わる技芸教習所として宇和島町長、中原渉が設立者となって県知事に設立申請をし、私立として認可を得た。本科1年、専攻科1年の定員100名の学校として発足した。
- 学校開校の頃

町内鎌原通の高間八太夫の旧宅（現・賀古町）を借りて開校。本科の第1期生は36名、この頃は尋常小学校6年、高等小学校2年であったが、年齢は15歳から21歳であった。
- 当時の学費

入学金1円、授業料年間8円80銭、教科書・学用品費4円57銭、寄宿舎年間44円、雑費4円40銭。
- 専攻科の生徒

開校の翌年、本科卒業生の内、専攻科に進んだ者は15名であったが、宇和島高等女学校3年修業者などが加わり19名で発足した。
- 県立への移管

1917年（大正6年）町立に移管、1919年（大正8年）北宇和郡立に移管、1921年（大正10年）帝国議会が「郡制廃止を可決」郡には財政的裏付けがなくなり、郡に属する造営物は整理されることとなったので1922年（大正11年）県に移管した。郡費での校舎新築が移管条件だったので、市内妙典寺前に校舎を新築した。
- 校名の変更

1928年（昭和3年）、各種学校から「職業学校令」に準拠する学校への昇格が認められ、愛媛県立宇和島高等家政女学校に校名が変更された。前年から専攻科が廃止され、本科2年・定員160名となっていたが、1929年（昭和4年）に本科卒業生を収容する実技重視の専攻科1年が設置された。授業料年額33円。
- 高等女学校規程

1943年（昭和18年）、文部省が、「高等女学校規程」を公布し、本校は「職業学校令」に基づく学校から高等女学校に昇格し、県立鶴島高等女学校と校名変更をした。
- 看護教育

戦域の拡大に伴い、日本赤十字社の看護婦養成依頼もあり、週2時間、年間60時間の医師の講義と12日間の看護実地修練を県知事に報告した。1944年（昭和19年）の卒業生153名の進路は、挺身隊46名、教員養成所29名、日赤看護婦6名が上位だった。
- 学校が軍需工場

1944年（昭和19年）、国内総員戦闘配置・1億総決起体制の確立により、教育現場も総動員体制がとられ、学校工場化が決まった。本校では11教室にミシン110台を調達し、1日500枚の軍人衣服生産を目標にし、2年生は全員寄宿舎に収容されて生産した。講堂は倉庫とされた。
- 教育基本法制定

戦後、学校教育の民主化が進み、1947年（昭和22年）「教育基本法」が公布され、「学校教育法」によって6・3・3・4制がスタートした。本校においては新制度下の義務教育の中学校と、非義務教育の高等学校に分割編成されたので、校内に臨時に中学校を併設した。
- 新制高校へ移行

1948年（昭和23年）、本校は新制の高等学校に衣替えし、愛媛県立鶴島高等学校となった。1949年（昭和24年）9月高等学校再編成により統合され、愛媛県立宇和島南高等学校として発足した。

### 宇和島南高等学校
- 高校再編成

1949年（昭和24年）、愛媛県教育委員会が、イ・就学の機会均等、ロ・通学区の設置、ハ・綜合課程校の設置、ニ・男女の教育の機会均等を発表した。宇和島ではこれを基に市内にある5校を普通高校、実業高校、水産高校の3校に統合して欲しいと要望した。
- 高等学校発足

市内3校案は認められず、宇和島第二高校、鶴島高校、水産高校の3校を統合した宇和島南高等学校、及び、宇和島第一高校と宇和島商業高校を統合した宇和島東高等学校の二校が1949年（昭和24年）9月市内に設置された。全日制課程普通科・定員750名、水産科・定員150名、および定時制普通科を置いた。ただし、翌年4月までは従来どおりの校舎で授業が行われたので男女別学が続いた。1950年（昭和25年）から通学区制と男女共学が実施された。
- 水産課程の独立

県内にただ1校の水産校で、当初から統合に反対の声が強かったこと、本校から500mも離れており、教員が出講せねばならなかったことなどから、1956年（昭和31年）3月愛媛県立宇和島水産高等学校として独立した。
- 専攻科の設置

入試に失敗した者の予備校として、1963年（昭和38年）定員50名で本校に設置した。南予一円から生徒を募集し、受講料年額一万円で国語・社会・数学・理科・英語の授業を行ったが、社会情勢の変化で1972年（昭和47年）廃止された。
- 衛生看護科の設置

1972年（昭和47年）、看護従事者の養成、資質の向上など、准看護婦養成教育の社会的な要請から、全日制衛生看護科が設置された。しかし、2001年（平成13年）3月新規募集は停止と決まった。
- 中等教育学校への移行

愛媛県の施策により、県内に3つ（東中南予に各1つ）の中高一貫教育校を作ることになり、2003年（平成15年）4月に南予は宇和島南、中予は松山西、東予は今治東の各高等学校に中学校が併設された。これらの学校は、中学募集のみで高校段階では生徒を募集しない、完全なる中高一貫教育校である中等教育学校へ移行することになった。
- 定時制廃止と閉校

2008年（平成20年）より定時制普通科の募集を停止。2011年（平成23年）、在校生の卒業と同時に宇和島南高等学校が閉校した。なお2008年（平成20年）より愛媛県立宇和島東高等学校に定時制普通科が設置された。
- 愛媛県立宇和島南高等学校の復活

2024年（令和6年）の愛媛県立宇和島南中等教育学校の入学者募集停止に伴い、2027年（令和9年）より愛媛県宇和島水産高等学校と統合し、再び愛媛県立宇和島南高等学校として未来を歩む予定である。

## 著名な出身者
- 山本公一（衆議院議員、第23代環境大臣）
- 神津陽（評論家）
- 宇神幸男（小説家、音楽評論家）
- 土居甫（振付師） - ピンク・レディー等の振り付けを担当した。
- 村上敬造（演出家）
- 志賀圭二郎（俳優）
- 小沢象（俳優・声優）
- 吉見一豊（俳優・声優）
- 山下信（NHKエグゼクティブアナウンサー）
- 山泉和子（元卓球選手）
- 三浦香子（サッカー選手）